# Bogićevica
A Bogićevica (szerbül cirill betűkkel Богићевица, albánul Bogiçevica / Bogiqevica) hegyvidék Montenegró, Albánia és Koszovó határán fekszik a Prokletije hegység területén. Legmagasabb pontja a 2533 méteres tengerszint feletti magassággal rendelkező Marijaš. A hegyvidék déli hegyei Albániához és Északnyugat-Koszovóhoz tartoznak, míg az északnyugati hegyek már Montenegró területét képezik. Az albán és a koszovói oldalon egy völgy található. Az albán oldalon Tropojë városa, míg a koszovói oldalon Dečani városa fekszik a hegyvidék lábánál. 
1955-ben a Maja e Ropës hegy mintegy 25 hektáros területét jelölték ki a vidék növényvilágának megőrzését szolgáló természetvédelmi terület helyszínéül. Megtalálhatóak itt a bükk, a tűnyalábos fenyők és egyéb növényfajok is. Ugyanezen vidék Kozhnjari elnevezésű részén a helyi állatvilág megőrzését szolgáló 161 hektáros rezervátumot jelöltek ki, többek közt az itt élő zergék miatt.

## Csúcsai
- Marijaš - 2533 m (8310 ft)
- Rops - 2502 m (8209 ft)
- Pasji Peak - 2405 m (7890 ft)
- Bogićaj - 2404 m (7887 ft)
- Krš Bogićevica - 2374 m (7789 ft)
- Pčelin krš - 2372 m (7782 ft)
- Tromeđa - 2366 m (7762 ft)
- Hridski krš - 2358 m (7736 ft)
- Maja e Ram Arucit - 2358 m (7736 ft)
- Mali Pasji vrh (Small Pasji Peak) - 2284 m (7493 ft)
- Ujkov krš - 2275 m (7464 ft)
- Velika Kleka - 2268 m (7441 ft)
- Maja e Špalit - 2203 m (7228 ft)
- Kožnjar - 2154 m (7067 ft)
- Mali Hrid - 2092 m (6864 ft)
- Veliki Hrid - 2073 m (6801 ft)

## Fordítás
Ez a szócikk részben vagy egészben  a   Bogićevica című angol Wikipédia-szócikk ezen változatának fordításán alapul.  Az eredeti cikk szerkesztőit annak laptörténete sorolja fel. Ez a jelzés csupán a megfogalmazás eredetét és a szerzői jogokat jelzi, nem szolgál a cikkben szereplő információk forrásmegjelöléseként.